# Список Героев Социалистического Труда (Гвадзабия — Гныдюк)
Эта страница является частью списка Героев Социалистического Труда и перечисляет в алфавитном порядке лиц, удостоенных звания Героя Социалистического Труда, чьи фамилии начинаются с буквы «Г», от Гвадзабия до Гныдюк.
- Список не включает дважды и трижды Героев Социалистического Труда, а также лиц, лишённых этого звания.
- Список содержит информацию о датах жизни, роде деятельности и дате присвоения звания Героя.
- Герои, удостоенные звания посмертно, выделены в списке  серым цветом .
- Герои, сменившие фамилию после присвоения звания, приводятся в списках дважды, при этом строка с новой фамилией выделяется  бежевым цветом  и не имеет номера.

## Список людей, фамилии которых начинаются с «Г»
| Навигационная таблица | Навигационная таблица   |
| --------------------- | ----------------------- |
| «Г»                   | Габалис — Гаязова       |
| «Г»                   | Гвадзабия — Гныдюк      |
| «Г»                   | Гоберман — Гошхотелиани |
| «Г»                   | Грабин — Грязных        |
| «Г»                   | Губа — Гюрекян          |

| №          | Фамилия, имя, отчество             | Даты жизни              | Деятельность | Дата присвоения | ГС         |
| ---------- | ---------------------------------- | ----------------------- | --- | --------------- | ---------- |
| 1          | Гвадзабия Иосиф Берукович          | 1893 — ????             | Председатель исполнительного комитета Совета депутатов трудящихся Цхакаевского района Грузинской ССР | 21.02.1948      | [ ГС 1 ]   |
| 2          | Гвадзабия Феофан Дзакуевич         | 1905 — ????             | Звеньевой колхоза «Октомбери» Потийского района Грузинской ССР | 21.02.1948      | [ ГС 2 ]   |
| 3          | Гвазджяускас Костас Прано          | род. 1922               | Тракторист колхоза «Моседис» Скуодасского района Литовской ССР | 08.04.1971      |            |
| 4          | Гвалия Валериан Димитриевич        | 1912 — ????             | Бригадир колхоза «Советская Абхазия» Гальского района Абхазской АССР | 21.02.1948      | [ ГС 3 ]   |
| 5          | Гвалия Иосиф Дианозович            | 1885 — ????             | Звеньевой колхоза имени Сталина Абашского района Грузинской ССР | 21.02.1948      | [ ГС 4 ]   |
| 6          | Гварамия Отар Феофанович           | 1920 — ????             | Звеньевой колхоза имени Берия Теклатского сельсовета Цхакаевского района Грузинской ССР | 21.02.1948      | [ ГС 5 ]   |
| 7          | Гварамия Пётр Андреевич            | 1907 — ????             | Председатель колхоза имени Берия Теклатского сельсовета Цхакаевского района Грузинской ССР | 21.02.1948      | [ ГС 6 ]   |
| 8          | Гварамия Шалва Парнович            | 1910 — ????             | Бригадир колхоза имени Берия Теклатского сельсовета Цхакаевского района Грузинской ССР | 21.02.1948      | [ ГС 7 ]   |
| 9          | Гварджаладзе Михаил Георгиевич     | 1911 — ????             | Директор Насакиральского совхоза Министерства сельского хозяйства СССР, Махарадзевский район Грузинской ССР | 05.07.1949      | [ ГС 8 ]   |
| 10         | Гвасалия Григорий Алексеевич       | 1900—1968               | Председатель колхоза имени Берия Гагрского района Абхазской АССР | 03.05.1949      | [ ГС 9 ]   |
| 11         | Гведашвили Михаил Георгиевич       | 25.11.1922 — ????       | Бригадир колхоза имени Сталина села Дзвели-Анага Сигнахского района Грузинской ССР | 08.04.1971      | [ ГС 10 ]  |
| 12         | Гвелесиани Николай Германович      | 1887 — ????             | Звеньевой колхоза имени Хозе Диас Зестафонского района Грузинской ССР | 09.08.1949      | [ ГС 11 ]  |
| 13         | Гвинджилия Вера Аполлоновна        | 1929 — ????             | Колхозница колхоза имени Сталина Поцхинского сельсовета Цхакаевского района Грузинской ССР | 19.07.1950      | [ ГС 12 ]  |
| 14         | Гвичия Баграт Петрович             | 1913 — ????             | Звеньевой колхоза имени Берия Теклатского сельсовета Цхакаевского района Грузинской ССР | 21.02.1948      | [ ГС 13 ]  |
| 15         | Гвоздарёв Василий Ионович          | 23.02.1924 — ????       | Бригадир комплексной бригады строительного треста № 47 «Кировстрой» Главзапстроя Министерства строительства СССР, гор. Ленинград | 05.09.1975      | [ ГС 14 ]  |
| 16         | Гвоздев Алексей Алексеевич         | 09.05.1897 — 22.08.1986 | Руководитель Центральной лаборатории теории железобетона Научно-исследовательского института железобетона и бетона Госстроя СССР, гор. Москва | 07.05.1971      | [ ГС 15 ]  |
| 17         | Гвоздев Владимир Матвеевич         | род. 29.09.1947         | Бригадир комплексно-механизированной бригады горнорабочих очистного забоя шахты «Распадская» производственного объединения «Южкузбассуголь» Министерства угольной промышленности СССР, Кемеровская область                                               | 20.02.1987      | [ ГС 16 ]  |
| 18         | Гвозденко Клавдия Фёдоровна        | 10.10.1926 — 08.04.2002 | Доярка рисоводческого совхоза «Красноармейский» Славянского района Краснодарского края | 22.03.1966      | [ ГС 17 ]  |
| 19         | Гевко Тимофей Степанович           | 22.12.1914 — 10.09.1985 | Председатель колхоза имени Кирова Збаражского района Тернопольской области | 22.03.1966      | [ ГС 18 ]  |
| 20         | Геворгян Назани Рубеновна          | 1923 — ????             | Звеньевая колхоза имени Жданова Октемберянского района Армянской ССР | 14.06.1950      | [ ГС 19 ]  |
| 21         | Геворкян Саркис Паруйрович         | 1918—1976               | Старший электромеханик Ленинаканской дистанции сигнализации и связи Закавказской железной дороги, Армянская ССР | 04.08.1966      | [ ГС 20 ]  |
| 22         | Гегелашвили Елена Самсоновна       | род. 1926               | Бригадир съёмщиц прядильного цеха Горийского хлопчатобумажного комбината, Грузинская ССР | 07.03.1960      | [ ГС 21 ]  |
| 23         | Гегелишвили Александр Васильевич   | 1907 — ????             | Бригадир Дигомского молочно-овощеводческого совхоза Гардабанского района Грузинской ССР | 02.04.1966      | [ ГС 22 ]  |
| 24         | Гегидзе Хатидже Хасановна          | 1920 — 02.01.2002       | Колхозница колхоза имени Микояна Кобулетского района Аджарской АССР | 29.08.1949      | [ ГС 23 ]  |
| 25         | Гедзира Всеволод Иванович          | 10.11.1919 — 29.10.1994 | Председатель колхоза «Радянська Украина» Кельменецкого района Черновицкой области | 08.04.1971      | [ ГС 24 ]  |
| 26         | Гёзалов Мамед Абыл оглы            | 1893 — ????             | Старший чабан колхоза «Мубариза» Сисианского района Армянской ССР | 18.06.1949      | [ ГС 25 ]  |
| 27         | Гезь Сергей Сергеевич              | 30.03.1929 — 13.08.2007 | Старший оператор Днепропетровского металлургического завода имени Г. И. Петровского Министерства чёрной металлургии Украинской ССР | 22.03.1966      | [ ГС 26 ]  |
| 28         | Гейдарова Тамара Бабир кызы        | 1927 — ????             | Звеньевая Агдамского виноградарского совхоза Министерства промышленности продовольственных товаров СССР, Агдамский район Азербайджанской ССР | 16.05.1955      | [ ГС 27 ]  |
| 29         | Гейдек Эдуард Александрович        | 10.03.1930 — 07.04.2009 | Генеральный директор производственного объединения «Сибприбормаш» Министерства машиностроения СССР, гор. Бийск Алтайского края | 07.08.1986      | [ ГС 28 ]  |
| 30         | Гейченко Семён Степанович          | 14.02.1903 — 02.08.1993 | Директор Государственного музея-заповедника А. С. Пушкина в селе Михайловском, Пушкиногорский район Псковской области | 12.02.1983      | [ ГС 29 ]  |
| 31         | Геладзе Николай Васильевич         | 15.08.1900 — 14.03.1973 | Паровозный машинист Тбилисского депо Закавказской железной дороги | 05.11.1943      | [ ГС 30 ]  |
| 32         | Гелашвили Александр Семёнович      | 1912 — ????             | Звеньевой колхоза имени Дзержинского Лагодехского района Грузинской ССР | 03.07.1950      | [ ГС 31 ]  |
| 33         | Гелашвили Владимир Иванович        | 1897 — ????             | Звеньевой колхоза «Имеди» Орджоникидзевского района Грузинской ССР | 05.09.1950      | [ ГС 32 ]  |
| 34         | Гелашвили Ксения Карумовна         | 1912 — ????             | Звеньевая колхоза «Шрома» Лагодехского района Грузинской ССР | 05.08.1949      |            |
| 35         | Гелдиашвили Надежда Васильевна     | 05.07.1912 — 11.10.1969 | Учительница средней школы № 11, гор. Гори Грузинской ССР | 01.07.1968      | [ ГС 33 ]  |
| 36         | Гележаускас Витаутас Мотеяус       | 03.10.1928 — 1992       | Старший мастер станкостроительного завода «Жальгирис» Литовского совнархоза, гор. Вильнюс | 01.10.1965      |            |
| 37         | Гелеква Анна Васильевна            | 1920 — ????             | Звеньевая колхоза имени Берия Натанебского сельсовета Махарадзевского района Грузинской ССР | 29.08.1949      | [ ГС 34 ]  |
| 38         | Гелета Марьян Степанович           | 28.08.1935 — 08.01.2011 | Звеньевой механизированного звена колхоза «Червоный Жовтень» Лутугинского района Ворошиловградской области | 08.04.1971      | [ ГС 35 ]  |
| 39         | Геловани Тамара Исмаиловна         | 1922 — ????             | Колхозница колхоза имени Орджоникидзе Цаленджихского района Грузинской ССР | 05.07.1951      |            |
| 40         | Гельфрейх Владимир Георгиевич      | 24.03.1885 — 07.08.1967 | Профессор Московского высшего художественно-промышленного училища, руководитель мастерской № 4 Главного архитектурно-планировочного управления Мосгорисполкома, академик Академии строительства и архитектуры                                            | 21.04.1965      | [ ГС 36 ]  |
| 41         | Гень Григорий Савельевич           | род. 01.05.1926         | Строгальщик Краматорского завода тяжелого станкостроения Министерства станкостроительной и инструментальной промышленности СССР, Донецкая область | 08.08.1966      |            |
| 42         | Геокча Нуры                        | 1897 — ????             | Звеньевой колхоза «12 лет РККА» Ашхабадского района Ашхабадской области | 17.06.1949      | [ ГС 37 ]  |
| 43         | Геокчаев Мелик Абас оглы           | 1903 — 13.09.1966       | Буровой мастер конторы бурения № 1 треста «Азморнефтеразведка» Министерства нефтяной промышленности Азербайджанской ССР | 19.03.1959      | [ ГС 38 ]  |
| 44         | Георгадзе Джемал Мемедович         | 1925—1996               | Колхозник колхоза имени Молотова Кобулетского района Аджарской АССР | 29.08.1949      | [ ГС 39 ]  |
| 45         | Георгадзе Нестор Асалович          | 09.01.1901 — 07.08.1983 | Управляющий трестом № 1 «Закавказметаллургстрой» Министерства строительства Грузинской ССР, гор. Тбилиси | 09.08.1958      | [ ГС 40 ]  |
| 46         | Георгелашвили Василий Ильич        | 1910 — ????             | Звеньевой виноградарского совхоза «Цинандали» Министерства пищевой промышленности СССР, Телавский район Грузинской ССР | 04.09.1950      |            |
| 47         | Георгиев Александр Васильевич      | 06.06.1913 — 09.04.1976 | Первый секретарь Алтайского крайкома КПСС | 20.10.1972      | [ ГС 41 ]  |
| 48         | Георгиевский Александр Сергеевич   | 11.12.1914 — 20.08.1969 | Директор совхоза «Ливенский» Ливенского района Орловской области | 22.03.1966      | [ ГС 42 ]  |
| 49         | Георгиевский Пётр Константинович   | 16.07.1902 — 22.11.1984 | Заместитель начальника Главпромстроя Министерства внутренних дел СССР, гор. Москва | 29.10.1949      | [ ГС 43 ]  |
| 50         | Георгиогло Николай Николаевич      | 16.11.1932 — 13.04.2022 | Бригадир комплексной бригады передвижной механизированной колонны № 75 Кагульского треста «Сельстрой» Министерства сельского строительства Молдавской ССР                                                                                                | 07.05.1971      | [ ГС 44 ]  |
| 51         | Гепнер Вера Андреевна              | 05.05.1922 — 05.07.2003 | Доярка колхоза «Советская Россия» Сычёвского района Смоленской области | 10.03.1958      | [ ГС 45 ]  |
| 52         | Геранькин Геннадий Иванович        | 01.08.1936 — 07.03.1994 | Комбайнёр колхоза «Россия» Варненского района Челябинской области | 13.03.1981      | [ ГС 46 ]  |
| 53         | Герасименко Анастасия Андреевна    | 07.03.1907 — 10.1980    | Скотница мясного совхоза «Приозёрный» Министерства совхозов СССР, Никольский район Астраханской области | 17.09.1949      | [ ГС 47 ]  |
| 54         | Герасименко Андрей Степанович      | 16.09.1916 — 26.02.1984 | Председатель колхоза «Всесвитний Жовтень» Черниговского района Черниговской области | 26.02.1958      | [ ГС 48 ]  |
| 55         | Герасименко Виктор Иванович        | 04.03.1933 — 08.07.2005 | Машинист экскаватора управления «Севгидрострой» Государственного производственного комитета по энергетике и электрификации СССР, Мурманская область | 01.10.1963      | [ ГС 49 ]  |
| 56         | Герасименко Николай Фёдорович      | 07.03.1929 — ????       | Шофёр Отрадненского автохозяйства Краснодарского управления автомобильного транспорта Министерства автомобильного транспорта и шоссейных дорог РСФСР | 05.10.1966      | [ ГС 50 ]  |
| 57         | Герасимов Алексей Ильич            | 07.10.1931 — 04.03.2015 | Звеньевой совхоза «Заборьевский» Рязанского района Рязанской области | 30.04.1966      | [ ГС 51 ]  |
| 58         | Герасимов Анатолий Алексеевич      | 22.04.1922 — 01.10.2002 | Директор Волжского машиностроительного завода Министерства среднего машиностроения СССР, гор. Рыбинск Ярославской области | 10.03.1981      | [ ГС 52 ]  |
| 59         | Герасимов Егор Иванович            | 02.05.1906 — ????       | Бригадир тракторной бригады Ударной МТС Осакаровского района Карагандинской области | 19.03.1947      | [ ГС 53 ]  |
| 60         | Герасимов Иван Егорович            | 25.04.1929 — 08.10.2012 | Звеньевой механизированного звена колхоза «Заря коммунизма» Мордовского района Тамбовской области | 31.12.1965      | [ ГС 54 ]  |
| 61         | Герасимов Михаил Герасимович       | 1888 — 1961             | Звеньевой колхоза «Федяково» Бежаницкого района Великолукской области | 16.03.1949      | [ ГС 55 ]  |
| 62         | Герасимов Михаил Николаевич        | 25.11.1928 — 09.11.2002 | Токарь Узловского машиностроительного завода имени И. И. Федунца Министерства тяжёлого, энергетического и транспортного машиностроения СССР, Тульская область                                                                                            | 03.01.1974      | [ ГС 56 ]  |
| 63         | Герасимов Сергей Аполлинариевич    | 21.05.1906 — 28.11.1985 | Кинорежиссёр, сценарист, киноактёр и педагог, народный артист СССР, гор. Москва | 03.09.1974      | [ ГС 57 ]  |
| 64         | Герасимов Степан Петрович          | 1894—1976               | Звеньевой свиноводческого совхоза имени Фрунзе Министерства совхозов СССР, Суздальский район Владимирской области | 28.06.1949      | [ ГС 58 ]  |
| 65         | Герасимов Фёдор Андреевич          | 08.02.1913 — 04.03.1962 | Управляющий отделением семеноводческого совхоза «Пролетарий» Министерства совхозов СССР, Троицкий район Алтайского края | 13.04.1948      | [ ГС 59 ]  |
| 66         | Герасимова Зинаида Фёдоровна       | 10.01.1934 — 17.11.2003 | Старшая доярка совхоза «Рассвет» Сычёвского района Смоленской области | 08.04.1971      | [ ГС 60 ]  |
| 67         | Герасимова Любовь Григорьевна      | 23.09.1918 — 10.12.2006 | Агроном отделения совхоза «Элита» Министерства совхозов СССР, Москаленский район Омской области | 12.11.1951      | [ ГС 61 ]  |
| 68         | Герасимова Ольга Степановна        | 27.06.1916 — 03.04.1993 | Звеньевая Красноармейского свеклосовхоза Министерства пищевой промышленности СССР, Эртильский район Воронежской области | 18.05.1948      | [ ГС 62 ]  |
| 69         | Герасимович Александр Францевич    | 12.09.1910 — 1980       | Тракторист Ново-Лялинского леспромхоза Свердловской области | 05.10.1957      | [ ГС 63 ]  |
| 70         | Герасимчук Анатолий Максимович     | 08.03.1930 — 29.11.2008 | Проходчик горных выработок шахты № 3 «Садово-Хрустальная» треста «Антрацит» комбината «Донбассантрацит» Министерства угольной промышленности Украинской ССР, Луганская область                                                                           | 29.06.1966      | [ ГС 64 ]  |
| 71         | Гераскина Полина Давидовна         | 14.06.1926 — 13.03.2000 | Агроном отделения № 2 совхоза «Заря» Белёвского района Тульской области | 08.04.1971      | [ ГС 65 ]  |
| 72         | Герасько Степан Владимирович       | род. 1928               | Машинист автогрейдера дорожно-эксплуатационного участка № 646 Министерства строительства и эксплуатации автомобильных дорог Украинской ССР, Винницкая область                                                                                            | 04.05.1971      |            |
| 73         | Герасюта Николай Фёдорович         | 18.12.1919 — 10.04.1987 | Начальник отдела динамики ОКБ-586 Государственного комитета Совета Министров СССР по оборонной технике, гор. Днепропетровск | 17.06.1961      | [ ГС 66 ]  |
| 74         | Гербачевский Александр Фёдорович   | 12.08.1884 — 03.10.1979 | Главный врач областной больницы, гор. Житомир | 04.02.1969      | [ ГС 67 ]  |
| 75         | Гербич Николай Дементьевич         | 07.09.1933 — 06.06.1994 | Звеньевой механизированного звена совхоза «Кегичёвка» Кегичёвского района Харьковской области | 08.04.1971      | [ ГС 68 ]  |
| 76         | Гергин Феликс Анатольевич          | 11.09.1926 — 25.04.2013 | Машинист паровозного депо Егоршино Свердловской железной дороги, Свердловская область | 01.08.1959      | [ ГС 69 ]  |
| 77         | Гереев Магомед-Запир Исмаилович    | род. 15.02.1940         | Бригадир штукатуров строительно-монтажного управления № 3 Чиркейгэсстроя Министерства энергетики и электрификации СССР, Дагестанская АССР | 28.05.1975      | [ ГС 70 ]  |
| 78         | Геринг Яков Германович             | 29.02.1932 — 21.11.1984 | Председатель колхоза «30 лет Казахской ССР» Успенского района Павлодарской области | 22.03.1966      | [ ГС 71 ]  |
| 79         | Герман Анастасия Рудольфовна       | 15.02.1920 — 1995       | Телятница колхоза имени Горбачёва Любанского района Минской области | 08.04.1971      | [ ГС 72 ]  |
| 80         | Герман Николай Николаевич          | 07.05.1923 — 12.09.1991 | Слесарь Несвижского районного объединения «Сельхозтехника», Минская область | 08.04.1971      | [ ГС 73 ]  |
| 81         | Герман Нина Яковлевна              | 17.04.1922 — 05.05.2018 | Звеньевая свиноводческого совхоза «Вторая пятилетка» Министерства совхозов СССР, Ленинградский район Краснодарского края | 11.05.1949      | [ ГС 74 ]  |
| 82         | Герман Фёдор Ефремович             | 1912 — 09.06.1975       | Машинист экскаватора Коунрадского рудника Балхашского горно-металлургического комбината имени 50-летия Октябрьской революции Министерства цветной металлургии СССР, Карагандинская область                                                               | 30.03.1971      | [ ГС 75 ]  |
| 83         | Германов Павел Дмитриевич          | 04.08.1928 — 12.04.1980 | Бригадир совхоза «Кировский» Мамонтовского района Алтайского края | 11.12.1973      | [ ГС 76 ]  |
| 84         | Германова Анастасия Сергеевна      | 1919 — ????             | Звеньевая Кисловского свеклосовхоза Министерства пищевой промышленности СССР, Купянский район Харьковской области | 30.04.1948      |            |
| 85         | Героимов Антон Александрович       | 05.05.1918 — 30.01.2006 | Мастер дорожно-эксплуатационного участка управления автомобильной дороги Таллин — Ленинград — Выборг Министерства автомобильного транспорта и шоссейных дорог РСФСР, гор. Ленинград                                                                      | 05.10.1966      | [ ГС 77 ]  |
| 86         | Герцик Екатерина Иосифовна         | род. 08.03.1926         | Доярка совхоза имени Володарского Лужского района Ленинградской области | 22.03.1966      | [ ГС 78 ]  |
| 87         | Гершензон Сергей Михайлович        | 11.02.1906 — 07.04.1998 | Сотрудник Института физиологии растений и генетики Академии наук Украинской ССР, академик АН Украинской ССР, гор. Киев | 16.10.1990      | [ ГС 79 ]  |
| 88         | Герюшенко Иван Васильевич          | 20.08.1929 — 10.07.1986 | Старший чабан колхоза «Победа» Яшалтинского района Калмыцкой АССР | 06.09.1973      | [ ГС 80 ]  |
| 89         | Гета Гордей Илларионович           | 1904 — 26.10.1952       | Управляющий отделением Красноармейского свеклосовхоза Министерства пищевой промышленности СССР, Полтавская область | 30.04.1948      | [ ГС 81 ]  |
| 90         | Гета Мария Ивановна                | 13.07.1919 — 28.01.1998 | Звеньевая Красноармейского свеклосовхоза Згуровского района Полтавской области | 19.03.1947      | [ ГС 82 ]  |
| 91         | Гетало Людмила Васильевна          | 29.09.1918 — 11.12.2007 | Врач областной санитарно-эпидемиологической станции, гор. Липецк | 23.10.1978      | [ ГС 83 ]  |
| 92         | Гетиашвили Василий Николаевич      | 1887 — ????             | Звеньевой Мукузанского виноградарского совхоза Министерства пищевой промышленности СССР, Гурджаанский район Грузинской ССР | 05.10.1949      | [ ГС 84 ]  |
| 93         | Гетия Шота Дмитриевич              | 1904 — ????             | Секретарь Гагрского районного комитета Компартии (большевиков) Абхазской АССР | 21.02.1948      | [ ГС 85 ]  |
| 94         | Гетман Александра Дмитриевна       | род. 20.08.1920         | Птичница колхоза «Октябрь» Минераловодского района Ставропольского края | 22.03.1966      | [ ГС 86 ]  |
| 95         | Гетман Георгий Васильевич          | 23.04.1913 — ????       | Управляющий отделением виноградарского совхоза имени Молотова Министерства промышленности продовольственных товаров СССР, Анапский район Краснодарского края                                                                                             | 26.02.1955      | [ ГС 87 ]  |
| 96         | Гетманенко Иван Григорьевич        | 27.10.1915 — 11.03.2003 | Заведующий районным отделом сельского хозяйства Близнюковского района Харьковской области | 07.05.1948      | [ ГС 88 ]  |
| 97         | Гетманская Ирина Ивановна          | 05.05.1915 — 10.02.1993 | Доярка колхоза «Луч» Красногорского района Московской области | 18.09.1950      | [ ГС 89 ]  |
| 98         | Гетьман Александра Павловна        | 07.05.1915 — 25.11.2002 | Бригадир птицеводческой бригады совхоза «Южный» Симферопольского района Крымской области | 01.06.1963      | [ ГС 90 ]  |
| 99         | Гетьман Василий Прокофьевич        | 15.01.1924 — 03.10.2013 | Бригадир электромонтажников Краснолучского шахтомонтажного управления треста «Ворошиловградтяжстроймонтаж» Министерства строительства предприятий тяжёлой индустрии Украинской ССР, Ворошиловградская область                                            | 05.04.1971      | [ ГС 91 ]  |
| 100        | Гец Мария Игнатьевна               | 15.03.1915 — 18.06.2002 | Доярка племенного завода «Михайловка» Лебединского района Сумской области | 22.03.1966      | [ ГС 92 ]  |
| 101        | Гецентов Григорий Иванович         | 06.02.1917 — 02.11.1992 | Директор совхоза «Победа» Псковского района Псковской области | 23.12.1976      | [ ГС 93 ]  |
| 102        | Гецман Анисья Фоминична            | 10.08.1915 — 30.11.1999 | Звеньевая колхоза имени Ворошилова Столбцовского района Барановичской области | 29.08.1950      | [ ГС 94 ]  |
| 103        | Гибалов Николай Григорьевич        | 13.09.1932 — 16.02.1998 | Комбайнёр колхоза «Знамя коммунизма» Первомайского района Крымской области | 08.04.1971      | [ ГС 95 ]  |
| 104        | Гиблов Алексей Васильевич          | 15.06.1914 — 22.05.1986 | Кузнец кузнечно-прессового цеха Чебаркульского металлургического завода Челябинского совнархоза | 19.07.1958      | [ ГС 96 ]  |
| 105        | Гигиберия Мария Юлоновна           | 1914 — ????             | Звеньевая колхоза имени Молотова Цаленджихского районаГрузинской ССР | 21.02.1948      | [ ГС 97 ]  |
| 106        | Гизатдинов Лутфулла Валиевич       | 06.02.1918 — 11.07.1982 | Генеральный директор Казанского завода радиокомпонентов Министерства электронной промышленности СССР, Татарская АССР | 26.04.1971      | [ ГС 98 ]  |
| 107        | Гизетдинов Махмут Фаттахович       | 25.05.1927 — 10.07.2006 | Старший электролизник Братского алюминиевого завода Министерства цветной металлургии СССР, Иркутская область | 29.12.1973      | [ ГС 99 ]  |
| 108        | Гилаев Магзом                      | 1931 — ????             | Главный врач противотуберкулёзного диспансера Денгизского района Гурьевской области | 23.10.1978      | [ ГС 100 ] |
| 108.000001 | Гилёва Мария Ивановна              | 13.05.1929 — 08.04.2008 | Старшая доярка колхоза «Путь Ленина» Нуримановского района Башкирской АССР | 22.03.1966      | [ ГС 101 ] |
| 109        | Гилевская Мария Ивановна           | род. 1938               | Доярка колхоза «Аушра» Вильнюсского района Литовской ССР | 08.04.1971      |            |
| 110        | Гилельс Эмиль Григорьевич          | 19.10.1916 — 14.10.1985 | Солист Московской государственной филармонии, народный артист СССР | 18.10.1976      | [ ГС 102 ] |
| 111        | Гиль Павел Евстафьевич             | 13.12.1937 — 21.10.2005 | Машинист экскаватора Криворожского Центрального горно-обогатительного комбината имени 50-летия Советской Украины Министерства чёрной металлургии Украинской ССР, Днепропетровская область                                                                | 02.03.1981      | [ ГС 103 ] |
| 112        | Гильданов Халяф Гильванович        | 01.02.1932 — 07.01.1994 | Тракторист колхоза «Коммунар» Илишевского района Башкирской АССР | 10.02.1975      | [ ГС 104 ] |
| 113        | Гильманов Калеш                    | 1921 — 30.05.1986       | Заведующий конефермой колхоза имени Карла Маркса Урдинского района Западно-Казахстанской области | 23.07.1948      | [ ГС 105 ] |
| 114        | Гильманов Сагир Гильманович        | 15.04.1930 — 19.09.2005 | Бригадир формовщиков железобетонных изделий треста «Промстройматериалы» Министерства промышленного строительства СССР, гор. Казань Татарской АССР | 05.04.1971      | [ ГС 106 ] |
| 115        | Гилязов Наиль Мингазович           | 13.07.1935 — 08.02.2014 | Слесарь Казанского завода теплоизмерительных приборов и средств автоматизации «Теплоконтроль» Министерства приборостроения, средств автоматизации и систем управления СССР, Татарская АССР                                                               | 20.04.1971      | [ ГС 107 ] |
| 116        | Гимазов Мугалим Минязович          | 03.01.1919 — 04.03.1982 | Буровой мастер конторы бурения № 4 треста «Татбурнефть» Татарского совнархоза | 19.03.1959      | [ ГС 108 ] |
| 117        | Гиматдинов Габбас Киямович         | 08.02.1925 — 02.01.1997 | Первый секретарь Октябрьского райкома КПСС, Татарская АССР | 08.04.1971      | [ ГС 109 ] |
| 118        | Гимпу Мария Алексеевна             | 1930 — 01.2018          | Рабочая Кагульского гидромелиоративного совхоза-техникума Молдавской ССР | 08.12.1973      | [ ГС 110 ] |
| 119        | Гиндин Арон Маркович               | 30.09.1903 — 10.02.1981 | Главный инженер специального управления «Братскгэсстрой» Министерства энергетики и электрификации СССР, Иркутская область | 23.02.1966      | [ ГС 111 ] |
| 120        | Гиндич Трофим Александрович        | 1914 — ????             | Председатель колхоза имени Близнюка Маньковского района Черкасской области | 31.12.1965      |            |
| 121        | Гинин Николай Степанович           | 10.12.1925 — 15.08.1999 | Бригадир слесарей-монтажников Кармановского участка треста «Уралэнергомонтаж» Министерства энергетики и электрификации СССР, Башкирская АССР | 20.04.1971      | [ ГС 112 ] |
| 122        | Гиниятуллина Альфиза Муллахматовна | 17.10.1936 — 22.12.2019 | Оператор по добыче нефти и газа нефтегазодобывающего управления «Краснохолмскнефть» производственного объединения «Башнефть» Министерства нефтяной промышленности СССР, Башкирская АССР                                                                  | 02.07.1982      | [ ГС 113 ] |
| 123        | Гиоргадзе Андрей Иосифович         | 03.05.1905 — ????       | Заведующий отделом сельского хозяйства Зестафонского района Грузинской ССР | 09.08.1949      | [ ГС 114 ] |
| 124        | Гиоргадзе Захарий Леванович        | 1910 — ????             | Звеньевой колхоза имени Чхубианишвили Гурджаанского района Грузинской ССР | 25.11.1950      |            |
| 125        | Гиоргадзе Фадима Хасановна         | 1905—1974               | Колхозница колхоза имени Коминтерна Кобулетского района Аджарской АССР | 29.08.1949      | [ ГС 115 ] |
| 126        | Гиоргобиани Илья Дмитриевич        | 1909 — ????             | Заведующий отделом сельского хозяйства Ткибульского района Грузинской ССР | 29.08.1949      | [ ГС 116 ] |
| 127        | Гиренко Павел Дмитриевич           | 10.01.1911 — 28.04.1990 | Управляющий строительно-монтажным трестом «Тагилстрой» Свердловского совнархоза | 09.08.1958      | [ ГС 117 ] |
| 128        | Гирин Иван Яковлевич               | 01.01.1934 — 25.03.1987 | Командир лётного отряда Казахского управления гражданской авиации Министерства гражданской авиации СССР, гор. Кустанай | 03.03.1980      | [ ГС 118 ] |
| 129        | Гирфанов Султан Гирфанович         | 03.07.1913 — 31.03.1989 | Заведующий коневодческой фермой колхоза имени Кирова Кигинского района Башкирской АССР | 27.07.1948      | [ ГС 119 ] |
| 130        | Гиталов Виктор Никонович           | род. 08.10.1940         | Фрезеровщик Климовского машиностроительного завода имени В. Н. Доенина Климовского производственного объединения текстильного машиностроения Министерства машиностроения для лёгкой и пищевой промышленности и бытовых приборов СССР, Московская область | 10.03.1981      | [ ГС 120 ] |
| 131        | Гиталова Валентина Егоровна        | род. 27.06.1947         | Прядильщица Ореховского хлопчатобумажного комбината имени К. И. Николаевой Министерства текстильной промышленности РСФСР, Московская область | 16.11.1984      | [ ГС 121 ] |
| 132        | Гичан Антон Владимирович           | 12.07.1929 — 19.04.1987 | Заведующий производственным участком колхоза «1 Мая» Щучинского района Гродненской области | 23.06.1966      | [ ГС 122 ] |
| 133        | Гияев Малик                        | 22.09.1920 — 20.09.1993 | Звеньевой колхоза «Политотдел» Курган-Тюбинского района Сталинабадской области | 01.03.1948      | [ ГС 123 ] |
| 134        | Гиязов Усман                       | 1921 — ????             | Старший варщик Ферганского химического завода фурановых соединений Главного управления микробиологической промышленности при Совете Министров СССР | 20.04.1971      | [ ГС 124 ] |
| 135        | Главан Фёдор Андреевич             | род. 1926               | Колхозник колхоза имени Котовского Дрокиевского района Молдавской ССР | 08.12.1973      |            |
| 136        | Главин Василий Андреевич           | 04.05.1928 — 14.11.2012 | Комбайнёр совхоза «Сараевский» Сараевского района Рязанской области | 11.12.1973      | [ ГС 125 ] |
| 137        | Гладенко Прасковья Григорьевна     | 21.04.1927 — 10.11.1975 | Доярка колхоза «Ленинськый шлях» Белопольского района Сумской области | 22.03.1966      | [ ГС 126 ] |
| 138        | Гладилов Владимир Павлович         | 30.08.1922 — 16.04.1973 | Токарь вагонного депо станции Томск Западно-Сибирской железной дороги | 04.05.1971      | [ ГС 127 ] |
| 139        | Гладкий Иван Иванович              | 02.11.1930 — 18.04.2001 | Начальник смены цеха капролактама Лисичанского химического комбината, Луганская область | 28.05.1960      | [ ГС 128 ] |
| 140        | Гладкий Сергей Фёдорович           | род. 23.10.1929         | Старший горновой Днепровского металлургического завода имени Ф. Э. Дзержинского Министерства чёрной металлургии Украинской ССР | 22.03.1966      | [ ГС 129 ] |
| 141        | Гладких Зинаида Васильевна         | 1928 — 15.05.1977       | Доярка колхоза «Россия» Пермского района Пермской области | 22.03.1966      | [ ГС 130 ] |
| 142        | Гладких Сергей Иванович            | 15.07.1915 — 08.08.1965 | Бригадир тракторной бригады Пермской МТС Верхне-Муллинского района Молотовской области | 19.03.1947      | [ ГС 131 ] |
| 143        | Гладков Василий Михайлович         | 05.01.1929 — 10.02.2011 | Капитан теплохода «Степан Шутов» Верхнеднепровского речного пароходства Главного управления речного флота при Совете Министров Белорусской ССР, гор. Гомель                                                                                              | 04.05.1971      | [ ГС 132 ] |
| 144        | Гладков Георгий Алексеевич         | 13.11.1925 — 21.01.2005 | Начальник отдела транспортных ядерных энергетических установок Института атомной энергии имени И. В. Курчатова Академии наук СССР, гор. Москва | 31.07.1985      | [ ГС 133 ] |
| 145        | Гладков Пётр Фёдорович             | род. 1927               | Комбайнёр Степновской МТС Ставропольского края | 20.05.1952      | [ ГС 134 ] |
| 146        | Гладушко Александра Маркияновна    | 20.04.1913 — 1998       | Доярка колхоза имени Жданова Селидовского района Сталинской области | 26.02.1958      | [ ГС 135 ] |
| 147        | Гладчук Антонина Фёдоровна         | 05.03.1933 — 08.10.1993 | Звеньевая колхоза «Ленинский шлях» Млиновского района Ровенской области | 31.12.1965      | [ ГС 136 ] |
| 148        | Гладыш Василиса Афанасьевна        | 1921 — ????             | Звеньевая колхоза имени Андреева Виньковецкого района Каменец-Подольской области | 16.02.1948      | [ ГС 137 ] |
| 149        | Глазенко Матрёна Аксентьевна       | 1916—1990               | Телятница племзавода имени Ильича Кеминского района Киргизской ССР | 22.03.1966      | [ ГС 138 ] |
| 150        | Глазихина Анна Егоровна            | 24.11.1923 — 06.07.2013 | Бригадир совхоза имени Моссовета Люберецкого района Московской области | 11.12.1973      | [ ГС 139 ] |
| 151        | Глазко Анастасия Ивановна          | 07.01.1928 — 19.07.1988 | Старший чабан совхоза «Россия» Алтайского района Хакасской автономной области | 22.03.1966      | [ ГС 140 ] |
| 152        | Глазков Владимир Михайлович        | 1927 — 29.04.1969       | Машинист паровозного депо Основа Южной железной дороги, Харьковская область | 01.08.1959      | [ ГС 141 ] |
| 153        | Глазков Георгий Петрович           | 09.09.1911 — 25.05.1993 | Заместитель главного конструктора автономной системы управления ракеты-носителя, НИИ-885 Государственного Комитета Совета Министров СССР по радиоэлектронике, гор. Москва                                                                                | 21.12.1957      | [ ГС 142 ] |
| 154        | Глазкова Ольга Владимировна        | 24.11.1937 — 09.09.2008 | Доярка колхоза «Путь Ильича» Иркутского района Иркутской области | 08.04.1971      | [ ГС 143 ] |
| 155        | Глазов Евгений Михайлович          | 22.11.1915 — 29.01.1974 | Бригадир проходчиков строительного управления № 2 треста «Нелидовшахтострой» Главцентрошахтостроя Министерства строительства предприятий угольной промышленности СССР, Великолукская область                                                             | 26.04.1957      | [ ГС 144 ] |
| 156        | Глазунов Александр Петрович        | 27.07.1921 — 02.09.1986 | Первый секретарь Бродовского районного комитета КПУ Львовской области | 22.12.1977      | [ ГС 145 ] |
| 157        | Глазунов Григорий Фёдорович        | 24.02.1914 — 10.11.1994 | Машинист загрузочного вагона коксового цеха Макеевского коксохимического завода Сталинского совнархоза | 19.07.1958      | [ ГС 146 ] |
| 158        | Глазунова Валентина Анатольевна    | 20.12.1932 — 10.11.2012 | Прядильщица хлопчатобумажной Павлово-Покровской прядильно-ткацкой фабрики Министерства лёгкой промышленности РСФСР, гор. Павловский Посад Московской области                                                                                             | 05.04.1971      | [ ГС 147 ] |
| 159        | Глазьев Александр Ефимович         | 20.07.1931 — 08.12.2016 | Председатель колхоза имени Чапаева Добринского района Липецкой области | 24.08.1990      | [ ГС 148 ] |
| 160        | Глазьев Михаил Фёдорович           | 27.10.1923 — 28.11.1979 | Агроном колхоза имени Дзержинского Панинского района Воронежской области | 31.12.1965      | [ ГС 149 ] |
| 161        | Глашкина Анна Михайловна           | 21.12.1903 — 23.03.1988 | Председатель колхоза «Победа» Богородицкого района Тульской области | 28.02.1948      | [ ГС 150 ] |
| 162        | Глебко Василий Александрович       | 25.02.1910 — 02.08.1972 | Председатель колхоза «Рассвет» Новогрудского района Гродненской области | 30.04.1966      | [ ГС 151 ] |
| 163        | Глебов Афанасий Васильевич         | 16.01.1902 — 12.06.1997 | Поездной вагонный мастер колонны особого резерва № 7 Народного комиссариата путей сообщения СССР | 05.11.1943      | [ ГС 152 ] |
| 164        | Глебов Иван Семёнович              | 13.08.1910 — 25.07.1997 | Строгальщик завода «Прогресс» Министерства общего машиностроения СССР, гор. Куйбышев | 26.07.1966      | [ ГС 153 ] |
| 165        | Глебов Игорь Алексеевич            | 21.01.1914 — 11.01.2002 | Директор Всесоюзного научно-исследовательского института электромашиностроения Министерства электротехнической промышленности СССР, уполномоченный Президиума Академии наук СССР по Ленинграду                                                           | 29.05.1981      | [ ГС 154 ] |
| 166        | Глебов Михаил Никодимович          | 29.05.1912 — 15.08.1986 | Директор Казанского авиационного завода № 22 имени С. П. Горбунова Министерства авиационной промышленности СССР, Татарская АССР | 26.04.1971      | [ ГС 155 ] |
| 167        | Глебов Николай Дмитриевич          | 12.01.1935 — 21.02.2018 | Буровой мастер Уренгойской нефтеразведочной экспедиции Главтюменгеологии Министерства геологии РСФСР, Ямало-Ненецкий национальный округ | 14.07.1975      | [ ГС 156 ] |
| 168        | Глебов Николай Прокопьевич         | 03.12.1918 — 27.08.1987 | Первый секретарь Целинного райкома КПСС, Курганская область | 13.12.1972      | [ ГС 157 ] |
| 169        | Глебов Фёдор Иванович              | 17.09.1901 — 28.06.1977 | Председатель колхоза имени Кирова Кстовского района Горьковской области | 12.03.1948      | [ ГС 158 ] |
| 169.000002 | Глебова Александра Сергеевна       | 1912 — ????             | Звеньевая колхоза «Вперёд», гор. Кизляр Грозненской области | 17.09.1949      | [ ГС 159 ] |
| 170        | Глевич Леонтина Лукьяновна         | 24.03.1938 —            | Доярка колхоза «Дружба» Дунаевецкого района Хмельницкой области | 08.04.1971      | [ ГС 160 ] |
| 171        | Гликас Костас Иокубович            | 25.08.1926 —            | Председатель колхоза имени Ленина Шакяйского района Литовской ССР | 05.04.1958      | [ ГС 161 ] |
| 172        | Глоба Лидия Ивановна               | род. 1933               | Колхозница колхоза имени Гагарина Оргеевского района Молдавской ССР | 14.12.1972      |            |
| 173        | Глоба Юрий Васильевич              | род. 04.05.1939         | Начальник участка шахты «Белозерская» производственного объединения «Добропольеуголь» Министерства угольной промышленности Украинской ССР, Донецкая область                                                                                              | 02.03.1981      |            |
| 174        | Гловацкий Николай Георгиевич       | 20.03.1915 — 27.02.1988 | Председатель колхоза «Шлях Ленина» Владимир-Волынского района Волынской области | 22.03.1966      |            |
| 175        | Глод Вера Степановна               | род. 1941               | Звеньевая колхоза «Прапор Жовтня» Локачинского района Волынской области | 31.12.1965      |            |
| 176        | Глонти Аграфина Павловна           | 1907 — ????             | Колхозница колхоза имени Тельмана Махарадзевского района Грузинской ССР | 05.07.1951      | [ ГС 162 ] |
| 177        | Глонти Григорий Ражденович         | 1920 — ????             | Звеньевой колхоза имени Кагановича Ланчхутского района Грузинской ССР | 05.07.1951      | [ ГС 163 ] |
| 178        | Глонти Мария Кирилловна            | 1911 — ????             | Звеньевая колхоза имени Кагановича Ланчхутского района Грузинской ССР | 01.11.1951      | [ ГС 164 ] |
| 179        | Глонти Нина Ираклиевна             | 1914 — ????             | Колхозница колхоза имени Кагановича Ланчхутского района Грузинской АССР | 29.08.1949      | [ ГС 165 ] |
| 180        | Глотов Иван Егорович               | 24.05.1926 — 25.10.1990 | Токарь Куйбышевского завода «Экран» Министерства радиопромышленности СССР | 26.04.1971      | [ ГС 166 ] |
| 181        | Глуханюк Захар Дмитриевич          | 06.09.1926 — 19.07.2001 | Председатель колхоза имени Суворова Кицманского района Черновицкой области | 31.12.1965      | [ ГС 167 ] |
| 182        | Глухарёв Фёдор Макарович           | 1891—1949               | Звеньевой колхоза «1 Мая» Каменского района Свердловской области | 23.05.1949      | [ ГС 168 ] |
| 183        | Глухарёва Мария Павловна           | 20.03.1927 — 08.06.2015 | Учительница средней школы № 2 имени Д. И. Ульянова, гор. Феодосия Крымской области | 27.06.1978      | [ ГС 169 ] |
| 184        | Глухов Александр Александрович     | 05.05.1908 — 07.07.1977 | Старший механик Алтайской МТС Алтайского района Алтайского края | 20.05.1949      | [ ГС 170 ] |
| 185        | Глухов Захар Николаевич            | 24.03.1905 — ????       | Первый секретарь Марьинского райкома Компартии Украины, Сталинская область | 26.02.1958      | [ ГС 171 ] |
| 186        | Глухов Леонид Иванович             | род. 05.08.1928         | Сталевар Череповецкого металлургического завода Ленинградского совнархоза, Вологодская область | 05.09.1963      | [ ГС 172 ] |
| 187        | Глухов Николай Петрович            | 10.12.1918 — 08.08.2007 | Председатель колхоза «Красный путиловец» Ржаксинского района Тамбовской области | 31.12.1965      | [ ГС 173 ] |
| 188        | Глухов Пётр Николаевич             | 1913 — ????             | Навалоотбойщик шахты № 29 треста «Рутченковуголь» Министерства угольной промышленности Украинской ССР, Сталинская область | 26.04.1957      | [ ГС 174 ] |
| 189        | Глухова Ульяна Павловна            | 1919 — 16.07.1969       | Свинарка племенного завода «Элита» Емельяновского района Красноярского края | 22.03.1966      | [ ГС 175 ] |
| 189.000003 | Глуховская Анастасия Васильевна    | род. 1922               | Звеньевая колхоза имени 131-го Таращанского полка Довбышского района Житомирской области | 12.07.1950      |            |
| 190        | Глуховской Корнелий Аркадьевич     | 08.05.1912 — 08.10.1988 | Начальник Главзапстроя Министерства строительства СССР, гор. Ленинград | 11.08.1978      | [ ГС 176 ] |
| 191        | Глуховцов Пётр Иванович            | 04.12.1930 — 28.01.2009 | Звеньевой колхоза «За коммунизм» Беловского района Курской области | 23.06.1966      | [ ГС 177 ] |
| 192        | Глушатов Василий Прохорович        | 21.03.1926 — 23.10.2016 | Токарь Сибирского завода тяжёлого электромашиностроения Министерства электротехнической промышленности СССР, гор. Новосибирск | 08.08.1966      | [ ГС 178 ] |
| 193        | Глушич Андрей Алексеевич           | 16.10.1927 — 21.11.2003 | Строгаль Ростовского производственного кожевенного объединения имени В. И. Ленина Министерства лёгкой промышленности РСФСР | 09.06.1966      | [ ГС 179 ] |
| 194        | Глушко Борис Владиимрович          | 05.04.1903 — 10.02.1994 | Председатель колхоза «Вяца Ноуэ» Оргеевского района Молдавской ССР | 22.03.1966      | [ ГС 180 ] |
| 195        | Глушко Владимир Петрович           | 1916 — ????             | Начальник Челябинского вагонного депо Южно-Уральской железной дороги, Челябинская область | 01.08.1959      | [ ГС 181 ] |
| 196        | Глушко Мария Леонтьевна            | 1910 — ????             | Звеньевая колхоза имени Чапаева Купянского района Харьковской области | 16.02.1948      | [ ГС 182 ] |
| 197        | Глушко Николай Тафанович           | 25.10.1928 — ????       | Бригадир комплексной бригады мостоотряда № 2 Министерства транспортного строительства СССР, гор. Киев | 14.08.1962      | [ ГС 183 ] |
| 198        | Глушков Андрей Афанасьевич         | 02.03.1904 — 21.10.1977 | Первый секретарь Хомутовского райкома КПСС, Курская область | 07.12.1957      | [ ГС 184 ] |
| 199        | Глушков Виктор Михайлович          | 24.08.1923 — 30.01.1982 | Директор Института кибернетики Академии наук Украинской ССР, вице-президент АН Украинской ССР, академик Академии наук СССР, гор. Киев | 13.03.1969      | [ ГС 185 ] |
| 200        | Глушков Пётр Васильевич            | 24.09.1923 — 15.02.1994 | Бригадир электролизников Пышминского медеэлектролитного завода Свердловского совнархоза | 09.06.1961      | [ ГС 186 ] |
| 201        | Глущенко Галина Евдокимовна        | 17.11.1930 — 14.04.2014 | Директор средней школы № 77, гор. Киев | 22.07.1982      | [ ГС 187 ] |
| 202        | Глущенко Леонид Фёдорович          | 16.04.1926 — 02.10.1986 | Слесарь Харьковского электромеханического завода имени 50-летия Великой Октябрьской социалистической революции Министерства электротехнической промышленности СССР                                                                                       | 20.04.1971      | [ ГС 188 ] |
| 203        | Глядченко Иван Артёмович           | 01.04.1918 — 22.05.1986 | Бригадир семеноводческого колхоза «Интернационал» Лиозненского района Витебской области | 28.03.1949      | [ ГС 189 ] |
| 203.000004 | Гляуда Анна Яновна                 | 04.03.1926 — 11.05.2016 | Свинарка совхоза «Берзпилс» Балвского района Латвийской ССР | 15.02.1958      | [ ГС 190 ] |
| 204        | Гмыря Пётр Арсентьевич             | 21.12.1905 — 07.02.1967 | Директор Алчевского металлургического завода имени К. Е. Ворошилова Луганского совнархоза | 19.07.1958      | [ ГС 191 ] |
| 205        | Гнатенко Марина Васильевна         | 12.03.1914 — 13.04.2006 | Бывший свекловод колхоза имени Коминтерна Городищенского района Черкасской области, зачинатель стахановского движения в сельском хозяйстве | 22.09.1975      | [ ГС 192 ] |
| 206        | Гнатюк Дмитрий Михайлович          | 28.03.1925 — 29.04.2016 | Солист Государственного академического театра оперы и балета Украинской ССР имени Т. Г. Шевченко, народный артист СССР, гор. Киев | 27.03.1985      | [ ГС 193 ] |
| 207        | Гненый Пётр Демидович              | 05.08.1920 — 29.04.2014 | Старший сварщик Ждановского металлургического завода «Азовсталь» имени С. Орджоникидзе Министерства чёрной металлургии Украинской ССР, Донецкая область                                                                                                  | 23.03.1966      | [ ГС 194 ] |
| 208        | Гнеп Василий Николаевич            | 1902—1987               | Председатель колхоза «Большевик» Заставновского района Черновицкой области | 26.02.1958      | [ ГС 195 ] |
| 209        | Гнетнёв Владимир Семёнович         | 1924—1992               | Составитель поездов станции Хабаровск Дальневосточной железной дороги | 16.01.1974      | [ ГС 196 ] |
| 210        | Гнеушева Елена Ивановна            | род. 1930               | Звеньевая колхоза имени Будённого Мелитопольского района Запорожской области | 21.05.1952      | [ ГС 197 ] |
| 211        | Гнивуш Борис Павлович              | 20.12.1919 — 2001       | Директор Шосткинского завода имени 50-летия Великой Октябрьской социалистической революции Министерства машиностроения СССР, Сумская область | 26.04.1971      | [ ГС 198 ] |
| 212        | Гниденко Марфа Васильевна          | род. 18.05.1922         | Звеньевая Ленинского свеклосовхоза Министерства пищевой промышленности СССР, Кегичёвский район Харьковской области | 29.08.1949      |            |
| 213        | Гнидин Александр Андреевич         | 1893 — ????             | Звеньевой колхоза «Шрома» Лагодехского района Грузинской ССР | 03.05.1949      |            |
| 214        | Гниляк Иван Кириллович             | 02.05.1927 — 04.10.1996 | Бригадир колхоза «Коминтерн» Бобринецкого района Кировоградской области | 23.06.1966      | [ ГС 199 ] |
| 215        | Гниляк Николай Николаевич          | 24.12.1921 — 20.12.1982 | Гарпунёр китобойного судна «Слава 3» китобойной флотилии «Слава» Министерства рыбной промышленности СССР, Одесская область | 09.03.1950      | [ ГС 200 ] |
| 216        | Гноевой Николай Васильевич         | 24.08.1922 — 01.1998    | Первый секретарь Урицкого райкома Компартии Казахстана, Кустанайская область | 13.12.1972      | [ ГС 201 ] |
| 217        | Гныдюк Иван Сафронович             | 1913—1977               | Комбайнёр Ямпольской МТС Винницкой области | 21.06.1952      | [ ГС 202 ] |

| Навигационная таблица | Навигационная таблица   |
| --------------------- | ----------------------- |
| «Г»                   | Габалис — Гаязова       |
| «Г»                   | Гвадзабия — Гныдюк      |
| «Г»                   | Гоберман — Гошхотелиани |
| «Г»                   | Грабин — Грязных        |
| «Г»                   | Губа — Гюрекян          |